# China Pacific Insurance
China Pacific Insurance (Group) Co., Ltd. (CPIC) — китайская страховая компания, четвёртая крупнейшая по размеру выручки. В списке крупнейших публичных компаний мира Forbes Global 2000 за 2019 год China Pacific Insurance заняла 140-е место, в том числе 157-е по выручке, 309-е по чистой прибыли, 175-е по активам и 245-е по рыночной капитализации; среди китайских компаний в этом списке заняла 27-е место. В списке Fortune Global 500 занимает 199-е место. Более 60 % акций принадлежит государственным инвестиционным компаниям. Две трети страховых премий компании приносит страхование жизни.

## История
China Pacific Insurance (Китайская тихоокеанская страховая компания) была основана Банком коммуникаций в 1991 году в Шанхае, в 1994 году была основана дочерняя компания в Гонконге. В 2001 году подразделения по страхованию жизни и по другим видам страхования были реорганизованы в дочерние компании в составе холдинга China Pacific Insurance (Group) Company. В 2007 году акции компании были размещены на Шанхайской фондовой бирже, а в 2009 году — на Гонконгской фондовой бирже. В 2010 году была создана третья основная составляющая группы, инвестиционная дочерняя компания CPIC Investment Management (H.K.) Company.
В 2014 году был куплен сельскохозяйственный страховщик Anxin Agricultural Insurance, а также создана дочерняя компания по медицинскому страхованию (первоначально как совместное предприятие с Allianz). 17 июня 2020 года компания провела размещение своих глобальных депозитарных расписок на Лондонской фондовой бирже; ключевым их покупателем стала швейцарская перестраховочная компания Swiss Re (25,8 %).

## Деятельность
Начиная с возобновления страхования в КНР в начале 1980-х годов, китайский страховой рынок испытывал стремительный рост; на 2018 год на него приходилось 11 % мирового страхового рынка. Страховые премии в КНР в 2020 году составили 4,53 трлн юаней ($694 млрд). China Pacific Insurance является четвёртой крупнейшей на этом рынке, обслуживая более 147 млн клиентов. Страховые премии по полисам страхования жизни (включая медицинское и пенсионное страхование) в 2020 году составили 203,8 млрд юаней (из 3,167 трлн всех китайских страховщиков), а страховые выплаты 214,6 млрд юаней. Другие виды страхования (имущества и от несчастных случаев через дочерние компании CPIC P/C и Anxin Agricultural) принесли 121,8 млрд юаней страховых премий (из 1,358 трлн всех китайских страховщиков), а выплаты по ним составили 74,9 млрд юаней. По обоим видам страхования компания занимает третье место в КНР.
Помимо страхования компания занимается также управлением активами. На 2020 год размер активов под управлением составлял 2,45 трлн юаней, из них 1,65 трлн приходился на активы своих страховых компаний. Активы преимущественно инвестируются в ценные бумаги с фиксированной доходностью (такие как облигации, более 80 % от инвестированных активов); на акции приходится 18,8 % инвестиций. Инвестиционная деятельность приносит 84 млрд юаней дохода.
Крупнейшими акционерами являются Hwabao Investment Co., Ltd. (дочерняя компания сталелитейной группы China Baowu Steel Group, 14,93 %), Shenergy Group (шанхайская государственная инвестиционная группа, 14,19 %), Shanghai State-Owned Assets Operation Co., Ltd. (шанхайская государственная инвестиционная компания, 5,78 %), Shanghai Haiyan Investment Management Company Limited (инвестиционная группа, подчинённая министерству финансов КНР, 5,17 %).
|                     | 2008  | 2009  | 2010  | 2011  | 2012  | 2013  | 2014  | 2015  | 2016  | 2017  | 2018  | 2019  | 2020  |
| ------------------- | ----- | ----- | ----- | ----- | ----- | ----- | ----- | ----- | ----- | ----- | ----- | ----- | ----- |
| Оборот              | 76,27 | 104,2 | 141,3 | 155,5 | 167,2 | 192,2 | 216,2 | 247,0 | 266,1 | 319,4 | 353,1 | 382,7 | 419,0 |
| Чистая прибыль      | 2,667 | 7,473 | 8,557 | 8,313 | 5,077 | 9,261 | 11,05 | 17,73 | 12,06 | 14,66 | 18,02 | 27,74 | 24,58 |
| Активы              | 317,9 | 397,2 | 475,7 | 570,6 | 681,5 | 723,5 | 825,1 | 923,8 | 1021  | 1171  | 1336  | 1528  | 1771  |
| Собственный капитал | 49,12 | 75,67 | 80,30 | 76,80 | 96,18 | 98,97 | 117,1 | 133,3 | 131,8 | 137,5 | 149,6 | 178,4 | 215,2 |

## Дочерние компании
Основные дочерние компании на 2018 год:
- China Pacific Property Insurance Co., Ltd. (страхование имущества, ответственности, краткосрочное медицинское, от несчастных случаев, перестрахование, 98,5 %);
- China Pacific Life Insurance Co., Ltd. (страхование жизни и медицинское страхование, 98,3 %);
- Changjiang Pension Insurance Co., Ltd. (групповое и индивидуальное пенсионное страхование, рента, 61,1 %);
- Pacific Asset Management Co., Ltd. (управление активами, 99,7 %);
- CPIC Allianz Health Insurance Co., Ltd. (медицинское страхование и от несчастных случаев, совместное предприятие с Allianz, 77,1 %);
- Anxin Agricultural Insurance Co., Ltd. (сельскохозяйственное страхование, 51,3 %);
- CPIC Fund Management Co., Ltd. (управление фондами, 50,8 %).